# Livry-Gargan
Livry-Gargan è un comune francese di 45 618 abitanti situato nel dipartimento della Senna-Saint-Denis nella regione dell'Île-de-France.
I suoi abitanti si chiamano Lyvrien(ne)s.

## Storia

### Simboli
Nel corso dei secoli, lo stemma di Livry è cambiato a seconda delle famiglie che si sono succedute al potere. Il più antico riproduceva il blasone della famiglia Garlande (d'oro, a due fasce di rosso), signori di Livry dal 1100 al 1213; poi si aggiunse quello della famiglia Sanguin (d'azzurro, alla banda d'argento, accostata in capo da tre ghiande d'oro, e in punta da due zampe di grifone dello stesso), signori di Livry dal 1499 al 1769; il grappolo d'uva ricorda la coltivazione locale della vite e le due cinquefoglie alludono alla foresta di Bondy che ricopriva gran parte della zona est di Parigi; sul tutto uno scudetto con le armi di Madame de Sévigné che trascorse gran parte della sua vita a Livry.

## Società

### Evoluzione demografica
Abitanti censiti

## Amministrazione

### Gemellaggi
- Almuñécar
- Cerveteri
- Fürstenfeldbruck
- Haringey